# Jordi Serra i Isern
Jordi Serra i Isern (Badalona, 9 de juliol de 1955) és un polític català, militant del Partit dels Socialistes de Catalunya. Va ser regidor de l'Ajuntament de Badalona entre el 2003 i el 2015, i alcalde de la ciutat des del 8 d'abril de 2008 fins al 10 de juny de 2011, a causa de la dimissió de l'alcaldessa Maite Arqué. Va presentar-se per ser escollir alcalde a les eleccions, però va perdre i entre 2011 i 2015 va ser cap de l'oposició local, durant el mandat de Xavier García Albiol.

## Biografia
Nascut a Badalona el 9 de juliol de 1955. Jordi Serra està casat i és pare de dos fills. Cursà els seus estudis de primària i de batxillerat a Can Nolis i el batxillerat superior i el COU al Col·legi Badalonès. Després, estudià Ciències Químiques.

### Trajectòria política
Jordi Serra inicià la seva trajectòria política com coordinador de Publicitat i Imatge del PSC. Des de 1996 és el Primer Secretari de l'Agrupació del PSC de Badalona i des de novembre de 2008 vicepresident del Consell Nacional del PSC. Des de desembre de 2009 és el Primer Secretari de la Federació del PSC en el Barcelonès Nord. Tanmateix també exercí com assessor de Gabinet de la Presidència de la Diputació de Barcelona.
Dins de l'Ajuntament de Badalona, va ser regidor des de 2003 fins a 2015. En el primer mandat com a regidor, entre 2003 i 2007, fou nomenat 8è tinent d'alcalde i regidor de l'Àmbit de Recursos Interns i del Districte 4 (que llavors només comprenia el barri de La Salut); durant el mateix període també fou membre de la Mancomunitat de Municipis de l'Àrea Metropolitana de Barcelona.
Al capdavant de la regidoria de Recursos Interns, liderà el Pla de sanejament de les finances municipals, del qual obtingué bons resultats. També impulsà bonificacions fiscals sobre l'IBI de les famílies monoparentals, mesures pioneres en tot l'Estat. Com a regidor del Districte 4 treballà en el desenvolupament del Projecte d'Intervenció Integral dels 7 barris limítrofes de la Serra d'en Mena en el marc de la Llei de Barris.
Des de juny de 2007, Serra exercí com segon tinent d'alcalde i regidor d'Urbanisme i Territori a l'Ajuntament de Badalona, i també fou membre de l'Àrea d'Infraestructures, Urbanisme i Habitatge de la Diputació de Barcelona. El 8 d'abril de 2008 era investit alcalde de Badalona amb els vots de PSC, CiU i ERC, després de la dimissió de Maite Arqué com a alcaldessa per a ocupar el seu escó com senadora a Madrid. Serra, tot i ocupar l'alcaldia, va mantenir la regidoria d'Urbanisme i Territori.
Durant el seu mandat es van fer moltes actuacions de millora i de noves construccions a la ciutat.     Com la restauració del Pont del Petroli el 2009, la perllongació del Passeig Marítim fins al Port, l ampliació de les Termes Romanes al Museu el 2010 i la nova plaça Pompeu Fabra el 2011.
El 2011, Serra perdé les eleccions i l'alcaldia davant de Xavier García Albiol del Partit Popular, malgrat un intent de pacte entre PSC, CiU i ICV-EUiA, que finalment no prosperà i CiU respectà el criteri de la llista més votada. El 2015 es va tornar a presentar com a alcaldable, però els socialistes van patir una patacada a les eleccions, baixant de nou a quatre regidors, i Jordi Serra va posar el seu càrrec a disposició del partit, de fet, no va ser escollit president ni portaveu del grup municipal socialista. Finalment, el 3 d'agost de 2015 va anunciar que deixava l'Ajuntament de Badalona, després de dotze anys com a regidor.